# Copa Mundial Femenina de Fútbol Sub-17 de 2008
La primera edición de la Copa Mundial Femenina de Fútbol Sub-17 de la FIFA se disputó en Nueva Zelanda, entre el 28 de octubre y 16 de noviembre de 2008.
La idea de la FIFA surgió tras el éxito obtenido en la primera Copa Mundial Femenina Sub-19 realizada en Canadá, tras la que se propuso jugar un segundo torneo juvenil para mujeres. Las Confederaciones continentales le dijeron a la FIFA que sería difícil crear un segundo campeonato con los límites de edad de aquel entonces. Por lo tanto, la FIFA creó los Campeonatos Sub-17 y Sub-20, igualando las edades de los campeonatos masculinos. En consecuencia, el Campeonato Sub-19 fue ampliado a Sub-20, en Rusia 2006. La FIFA creó entonces el Campeonato Sub-17 femenino, programado para comenzar el 2008.

## Formato de competicion
Los 16 equipos que participan en la fase final se dividen en cuatro grupos de cuatro equipos cada uno. Dentro de cada grupo se enfrentan una vez entre sí, mediante el sistema de todos contra todos. Según el resultado de cada partido se otorgan tres puntos al ganador, un punto a cada equipo en caso de empate, y ninguno al perdedor.
Pasan a la siguiente ronda los dos equipos de cada grupo mejor clasificados. El orden de clasificación se determina teniendo en cuenta los siguientes criterios, en orden de preferencia:
1. El mayor número de puntos obtenidos teniendo en cuenta todos los partidos del grupo
2. La mayor diferencia de goles teniendo en cuenta todos los partidos del grupo
3. El mayor número de goles a favor anotados teniendo en cuenta todos los partidos del grupo

Si dos o más equipos quedan igualados según las pautas anteriores, sus posiciones se determinarán mediante los siguientes criterios, en orden de preferencia:
1. El mayor número de puntos obtenidos en los partidos entre los equipos en cuestión
2. La diferencia de goles teniendo en cuenta los partidos entre los equipos en cuestión
3. El mayor número de goles a favor anotados por cada equipo en los partidos disputados entre los equipos en cuestión
4. Sorteo del comité organizador de la Copa Mundial

La segunda ronda incluye todas las fases desde los cuartos de final hasta la final. Mediante el sistema de eliminación directa se clasifican los dos semifinalistas. Los equipos perdedores de las semifinales juegan un partido por el tercer y cuarto puesto, mientras que los ganadores disputan el partido final, donde el vencedor obtiene el título.
Si después de los 90 minutos de juego el partido se encuentra empatado se juega un tiempo suplementario de dos etapas de 15 minutos cada una. Si el resultado sigue empatado tras esta prórroga, el partido se define por el procedimiento de tiros desde el punto penal.

## Equipos participantes

### Clasificación
- Las calificaciones occurieron durante finales de 2007 y principios de 2008. El número de equipos por confederaccion fue el siguiente: AFC (3), CAF (2), CONCACAF (3), CONMEBOL (3), UEFA (4), con una extra para el anfitrión.

| Competición                                           | Fecha                                         | Sede              | Plazas | Clasificados                          |
| ----------------------------------------------------- | --------------------------------------------- | ----------------- | ------ | ------------------------------------- |
| País anfitrión                                        |                                               |                   | 1      | Nueva Zelanda                         |
| Campeonato Sub-16 femenino de la AFC                  | 8 al 17 de marzo de 2007                      | Malasia           | 3      | Corea del Norte Corea del Sur Japón   |
| Campeonato femenino sub-17 de la CAF de 2008          | 19 de diciembre de 2007 al 5 de julio de 2008 | África            | 2      | Ghana Nigeria                         |
| Campeonato Femenino Sub-17 de la Concacaf de 2008     | 17 al 27 de julio de 2008                     | Trinidad y Tobago | 3      | Estados Unidos Canadá Costa Rica      |
| Campeonato Sudamericano Femenino Sub-17 de 2008       | 12 al 30 de enero de 2008                     | Chile             | 3      | Brasil Colombia Paraguay              |
| Campeonato Europeo Femenino Sub-17 de la UEFA 2007-08 | 5 de septiembre de 2007 al 23 de mayo de 2008 | Europa            | 4      | Alemania Francia Dinamarca Inglaterra |
| TOTAL                                                 |                                               |                   | 16     |                                       |

## Sedes
| Nueva Zelanda         | Nueva Zelanda                             | Nueva Zelanda           |
| --------------------- | ----------------------------------------- | ----------------------- |
| Auckland              | Auckland Hamilton Wellington Christchurch | Hamilton                |
| North Harbour Stadium | Auckland Hamilton Wellington Christchurch | Waikato Stadium         |
| Capacidad: 25,000     | Auckland Hamilton Wellington Christchurch | Capacidad: 25,800       |
|                       | Auckland Hamilton Wellington Christchurch |                         |
| Wellington            | Auckland Hamilton Wellington Christchurch | Christchurch            |
| Estadio Wellington    | Auckland Hamilton Wellington Christchurch | Queen Elizabeth II Park |
| Capacidad: 36,000     | Auckland Hamilton Wellington Christchurch | Capacidad: 35,000       |
|                       | Auckland Hamilton Wellington Christchurch |                         |

## Resultados

### Primera fase
Todos los horarios se presentan en hora local (UTC+13).

#### Grupo A
| Equipo        | Pts | PJ | PG | PE | PP | GF | GC | DIF |
| ------------- | --- | -- | -- | -- | -- | -- | -- | --- |
| Dinamarca     | 5   | 3  | 1  | 2  | 0  | 3  | 2  | 1   |
| Canadá        | 5   | 3  | 1  | 2  | 0  | 2  | 1  | 1   |
| Nueva Zelanda | 3   | 3  | 1  | 0  | 2  | 4  | 4  | 0   |
| Colombia      | 2   | 3  | 0  | 2  | 1  | 3  | 5  | -2  |

| 29 de octubre de 2008 | Dinamarca | 1:1 (0:1) | Colombia  | North Harbour Stadium, Auckland                       |                                                       |
| 12:00                 | Boye 51'  | Reporte   | Ariza 20' | Asistencia: 6759 espectadores Árbitro(s): Sung Mi cha | Asistencia: 6759 espectadores Árbitro(s): Sung Mi cha |

| 28 de octubre de 2008 | Nueva Zelanda | 0:1 (0:0) | Canadá      | North Harbour Stadium, Auckland                             |                                                             |
| 19:00                 |               | Reporte   | Lamarre 53' | Asistencia: 13123 espectadores Árbitro(s): Kirsi Savolainen | Asistencia: 13123 espectadores Árbitro(s): Kirsi Savolainen |

| 1 de noviembre de 2008 | Colombia  | 1:1 (1:1) | Canadá     | North Harbour Stadium, Auckland |                      |
| 12:00                  | Vidal 10' | Reporte   | Ezurike 9' | Árbitro(s): Wang Jia            | Árbitro(s): Wang Jia |

| 1 de noviembre de 2008} | Nueva Zelanda | 1:2 (1:1) | Dinamarca                 | North Harbour Stadium, Auckland                          |                                                          |
| 16:00                   | Longo 13'     | Reporte   | Andreasen 29' · Olsen 56' | Asistencia: 11.170 espectadores Árbitro(s): Silvia Reyes | Asistencia: 11.170 espectadores Árbitro(s): Silvia Reyes |

| 4 de noviembre de 2008 | Colombia  | 1:3 (0:1) | Nueva Zelanda       | Wellington Stadium, Wellington                           |                                                          |
| 16:00                  | Ariza 82' | Reporte   | White 44', 81', 87' | Asistencia: 3.546 espectadores Árbitro(s): Etsuko Fukano | Asistencia: 3.546 espectadores Árbitro(s): Etsuko Fukano |

| 4 de noviembre de 2008 | Canadá | 0:0     | Dinamarca | Waikato Stadium, Hamilton                                 |                                                           |
| 16:00                  |        | Reporte |           | Asistencia: 3.283 espectadores Árbitro(s): Finau Vulivuli | Asistencia: 3.283 espectadores Árbitro(s): Finau Vulivuli |

#### Grupo B
| Equipo          | Pts | PJ | PG | PE | PP | GF | GC | DIF |
| --------------- | --- | -- | -- | -- | -- | -- | -- | --- |
| Alemania        | 7   | 3  | 2  | 1  | 0  | 9  | 3  | 6   |
| Corea del Norte | 5   | 3  | 1  | 2  | 0  | 4  | 3  | 1   |
| Ghana           | 4   | 3  | 1  | 1  | 1  | 4  | 4  | 0   |
| Costa Rica      | 0   | 3  | 0  | 0  | 3  | 1  | 8  | -7  |

| 29 de octubre de 2008 | Costa Rica | 0:5 (0:3) | Alemania                                               | Queen Elizabeth II Park, Christchurch                   |                                                         |
| 12:00                 |            | Reporte   | Mester 17' · Marozsán 34', 43' · Knaak 51' · Kemme 66' | Asistencia: 4105 espectadores Árbitro(s): Etsuko Fukano | Asistencia: 4105 espectadores Árbitro(s): Etsuko Fukano |

| 29 de octubre de 2008 | Corea del Norte | 1:1 (0:0) | Ghana      | Queen Elizabeth II Park, Christchurch                        |                                                              |
| 15:00                 | Ho Un Byol 69'  | Reporte   | Dadson 73' | Asistencia: 453 espectadores Árbitro(s): Natalia Advonchenko | Asistencia: 453 espectadores Árbitro(s): Natalia Advonchenko |

| 1 de noviembre de 2008 | Ghana                     | 2:3 (0:2) | Alemania                            | Queen Elizabeth II Park, Christchurch |                              |
| 13:00                  | Dadson 65' · Fordjour 86' | Reporte   | Marozsán 5' (pen.), 35' · Maier 69' | Árbitro(s): Kirsi Savolainen          | Árbitro(s): Kirsi Savolainen |

| 1 de noviembre de 2008 | Costa Rica           | 1:2 (1:1) | Corea del Norte      | Queen Elizabeth II Park, Christchurch                        |                                                              |
| 16:00                  | Rodríguez Cedeño 20' | Reporte   | Yun Hyon Hi 16', 65' | Asistencia: 4272 espectadores Árbitro(s): Cristina Dorcioman | Asistencia: 4272 espectadores Árbitro(s): Cristina Dorcioman |

| 4 de noviembre de 2008 | Ghana       | 1:0 (1:0) | Costa Rica | Wellington Stadium, Wellington |                         |
| 19:00                  | Afriyie 19' | Reporte   |            | Árbitro(s): Sung Mi cha        | Árbitro(s): Sung Mi cha |

| 4 de noviembre de 2008 | Alemania | 1:1 (1:0) | Corea del Norte   | Waikato Stadium, Hamilton |                          |
| 19:00                  | Popp 3'  | Reporte   | Jon Myong Hwa 58' | Árbitro(s): Michelle Pye  | Árbitro(s): Michelle Pye |

#### Grupo C
| Equipo         | Pts | PJ | PG | PE | PP | GF | GC | DIF |
| -------------- | --- | -- | -- | -- | -- | -- | -- | --- |
| Japón          | 9   | 3  | 3  | 0  | 0  | 17 | 5  | 12  |
| Estados Unidos | 4   | 3  | 1  | 1  | 1  | 6  | 5  | 1   |
| Francia        | 4   | 3  | 1  | 1  | 1  | 8  | 10 | -2  |
| Paraguay       | 0   | 3  | 0  | 0  | 3  | 5  | 16 | -11 |

| 30 de octubre de 2008 | Japón                                     | 3:2 (1:1) | Estados Unidos              | Waikato Stadium, Hamilton                              |                                                        |
| 12:00                 | Iwabuchi 31' · Kameoka 68' · Yoshioka 74' | Reporte   | DiMartino 3' · K. Mewis 51' | Asistencia: 4816 espectadores Árbitro(s): Thalia Mitsi | Asistencia: 4816 espectadores Árbitro(s): Thalia Mitsi |

| 30 de octubre de 2008 | Francia                                                            | 6:2 (3:1) | Paraguay                        | Waikato Stadium, Hamilton                                   |                                                             |
| 15:00                 | Crammer 5', 12', 61' (pen.) · Poulain 17' · Augis 58' · Catala 86' | Reporte   | J. González 45+3' · Genes 90+2' | Asistencia: 5016 espectadores Árbitro(s): Pannipar Kamnueng | Asistencia: 5016 espectadores Árbitro(s): Pannipar Kamnueng |

| 2 de noviembre de 2008 | Paraguay      | 1:3 (1:0) | Estados Unidos                                 | Waikato Stadium, Hamilton |                          |
| 13:00                  | Fernández 32' | Reporte   | Flores 48' (a.g.) · DiMartino 77' · Verloo 83' | Árbitro(s): Thalia Mitsi  | Árbitro(s): Thalia Mitsi |

| 2 de noviembre de 2008 | Japón                                                                    | 7:1 (6:1) | Francia   | Waikato Stadium, Hamilton                                    |                                                              |
| 16:00                  | Inoue 11' · Kishikawa 21' (pen.), 57' · Kira 26', 27', 34' · Shimada 38' | Reporte   | Augis 16' | Asistencia: 4115 espectadores Árbitro(s): Quetzalli Alvarado | Asistencia: 4115 espectadores Árbitro(s): Quetzalli Alvarado |

| 5 de noviembre de 2008 | Paraguay                                | 2:7 (1:3) | Japón                                                                   | Queen Elizabeth II Park, Christchurch |                                |
| 16:00                  | J. González 20' (pen.) · Villamayor 55' | Reporte   | Kishikawa 36', 73' · Ohshima 40' · Hamada 43', 52' · Takahashi 83', 89' | Árbitro(s): Cristina Dorcioman        | Árbitro(s): Cristina Dorcioman |

| 5 de noviembre de 2008 | Estados Unidos | 1:1 (0:0) | Francia   | North Harbour Stadium, Auckland |                          |
| 16:00                  | DiMartino 57'  | Reporte   | Rubio 72' | Árbitro(s): Silvia Reyes        | Árbitro(s): Silvia Reyes |

#### Grupo D
| Equipo        | Pts | PJ | PG | PE | PP | GF | GC | DIF |
| ------------- | --- | -- | -- | -- | -- | -- | -- | --- |
| Corea del Sur | 6   | 3  | 2  | 0  | 1  | 6  | 3  | 3   |
| Inglaterra    | 6   | 3  | 2  | 0  | 1  | 4  | 3  | 1   |
| Nigeria       | 4   | 3  | 1  | 1  | 1  | 4  | 4  | 0   |
| Brasil        | 1   | 3  | 0  | 1  | 2  | 3  | 7  | -4  |

| 30 de octubre de 2008 | Brasil | 0:3 (0:0) | Inglaterra                   | Wellington Stadium, Wellington                          |                                                         |
| 12:00                 |        | Reporte   | Carter 71', 89' · Bruton 75' | Asistencia: 10795 espectadores Árbitro(s): Michelle Pye | Asistencia: 10795 espectadores Árbitro(s): Michelle Pye |

| 30 de octubre de 2008 | Corea del Sur | 1:2 (0:1) | Nigeria                   | Wellington Stadium, Wellington                            |                                                           |
| 15:00                 | Ji So-yun 85' | Reporte   | Adekwagh 1' · Aighewi 60' | Asistencia: 11500 espectadores Árbitro(s): Finau Vulivuli | Asistencia: 11500 espectadores Árbitro(s): Finau Vulivuli |

| 2 de noviembre de 2008 | Nigeria | 0:1 (0:0) | Inglaterra   | Wellington Stadium, Wellington |                           |
| 13:00                  |         | Reporte   | Holbrook 79' | Árbitro(s): Etsuko Fukano      | Árbitro(s): Etsuko Fukano |

| 2 de noviembre de 2008 | Brasil     | 1:2 (0:0) | Corea del Sur                        | Wellington Stadium, Wellington                           |                                                          |
| 16:00                  | Raquel 66' | Reporte   | Lee Min-sun 47' · Lee Hyun-young 57' | Asistencia: 6471 espectadores Árbitro(s): Damgoua Neguel | Asistencia: 6471 espectadores Árbitro(s): Damgoua Neguel |

| 5 de noviembre de 2008 | Nigeria                  | 2:2 (1:1) | Brasil                    | Queen Elizabeth II Park, Christchurch                         |                                                               |
| 16:00                  | Orji 43' · Okoronkwo 75' | Reporte   | Ketlen 35' · Rafaelle 71' | Asistencia: 1410 espectadores Árbitro(s): Natalia Avdonchenko | Asistencia: 1410 espectadores Árbitro(s): Natalia Avdonchenko |

| 5 de noviembre de 2008 | Inglaterra | 0:3 (0:2) | Corea del Sur                                      | North Harbour Stadium, Auckland                          |                                                          |
| 16:00                  |            | Reporte   | Ji So-yun 8' · Koh Kyung-yeon 16' · Song Ah-ri 71' | Asistencia: 3920 espectadores Árbitro(s): Damgoua Neguel | Asistencia: 3920 espectadores Árbitro(s): Damgoua Neguel |

### Segunda fase
|  | Cuartos de final | Cuartos de final |                        |          | Semifinales  | Semifinales  |  |  | Final | Final |
|  |                  |                  |                        |          |              |              |  |  |       |       |
|  |                  |                  |                        |          |              |              |  |  |       |       |
|  |                  |                  |                        |          |              |              |  |  |       |       |
|  | Dinamarca        | 0                |                        |          |              |              |  |  |       |       |
|  | Dinamarca        | 0                |                        |          |              |              |  |  |       |       |
|  | Corea del Norte  | 4                |                        |          |              |              |  |  |       |       |
|  | Corea del Norte  | 4                | Corea del Norte        | 2        |              |              |  |  |       |       |
|  |                  |                  | Corea del Norte        | 2        |              |              |  |  |       |       |
|  |                  | Inglaterra       | 1                      |          |              |              |  |  |       |       |
|  | Japón            | Inglaterra       | 1                      | 2 (4)    |              |              |  |  |       |       |
|  | Japón            |                  |                        | 2 (4)    |              |              |  |  |       |       |
|  | Inglaterra (p.)  | 2 (5)            |                        |          |              |              |  |  |       |       |
|  | Inglaterra (p.)  | 2 (5)            | Corea del Norte (t.s.) | 2        |              |              |  |  |       |       |
|  |                  |                  | Corea del Norte (t.s.) | 2        |              |              |  |  |       |       |
|  |                  | Estados Unidos   | 1                      |          |              |              |  |  |       |       |
|  | Alemania         | Estados Unidos   | 1                      | 3        |              |              |  |  |       |       |
|  | Alemania         |                  |                        | 3        |              |              |  |  |       |       |
|  | Canadá           | 1                |                        |          |              |              |  |  |       |       |
|  | Canadá           | 1                | Alemania               | 1        | Tercer lugar | Tercer lugar |  |  |       |       |
|  |                  |                  | Alemania               | 1        |              |              |  |  |       |       |
|  |                  | Estados Unidos   | 2                      |          |              |              |  |  |       |       |
|  | Corea del Sur    | Estados Unidos   | 2                      | 2        | Inglaterra   | 0            |  |  |       |       |
|  | Corea del Sur    |                  |                        | 2        | Inglaterra   | 0            |  |  |       |       |
|  | Estados Unidos   | 4                |                        | Alemania | 3            |              |  |  |       |       |
|  | Estados Unidos   | 4                |                        |          | 3            |              |  |  |       |       |
|  |                  |                  |                        |          |              |              |  |  |       |       |
|  |                  |                  |                        |          |              |              |  |  |       |       |

#### Cuartos de final
| 8 de noviembre de 2008 | Dinamarca | 0:4 (0:1) | Corea del Norte                                       | Wellington Stadium, Wellington |                          |
| 13:00                  |           | Reporte   | Jon Myong Hwa 21', 73' · Ri Un Ae 86' · Kim Un Ju 89' | Árbitro(s): Thalia Mitsi       | Árbitro(s): Thalia Mitsi |

| 8 de noviembre de 2008 | Alemania                      | 3:1 (2:1) | Canadá      | Wellington Stadium, Wellington                         |                                                        |
| 16:00                  | Marozsán 4', 78' · Mester 34' | Reporte   | Ezurike 44' | Asistencia: 4182 espectadores Árbitro(s): Silvia Reyes | Asistencia: 4182 espectadores Árbitro(s): Silvia Reyes |

| 9 de noviembre de 2008 | Japón                                         | 2:2 (2:2, 1:1) (t. s.)(4:5 p.) | Inglaterra                                | Waikato Stadium, Hamilton      |                                |
| 13:00                  | Kira 8' · Iwabuchi 82'                        | Reporte                        | Staniforth 45+1' · Christiansen 90+1'     | Árbitro(s): Quetzalli Alvarado | Árbitro(s): Quetzalli Alvarado |
|                        |                                               | Tiros desde el punto penal     |                                           |                                |                                |
|                        | Kira · Takeyama · Kameoka · Kishikawa · Saito |                                | Nobbs · Bruton · Carter · Pitman · Bonner |                                |                                |

| 9 de noviembre de 2008 | Corea del Sur           | 2:4 (0:1) | Estados Unidos                                 | Waikato Stadium, Hamilton                                  |                                                            |
| 16:00                  | Lee Hyun-young 65', 85' | Reporte   | Verloo 27', 78' · K. Mewis 54' · DiMartino 84' | Asistencia: 7247 espectadores Árbitro(s): Kirsi Savolainen | Asistencia: 7247 espectadores Árbitro(s): Kirsi Savolainen |

#### Semifinales
| 13 de noviembre de 2008 | Corea del Norte                    | 2:1 (2:0) | Inglaterra | Queen Elizabeth II Park, Christchurch |                          |
| 16:00                   | Ho Un Byol 19' · Jon Myong Hwa 44' | Reporte   | Jane 75'   | Árbitro(s): Michelle Pye              | Árbitro(s): Michelle Pye |

| 13 de noviembre de 2008 | Alemania | 1:2 (1:0) | Estados Unidos             | Queen Elizabeth II Park, Christchurch                 |                                                       |
| 19:00                   | Popp 6'  | Reporte   | DiMartino 63' · Verloo 81' | Asistencia: 8014 espectadores Árbitro(s): Sung Mi cha | Asistencia: 8014 espectadores Árbitro(s): Sung Mi cha |

#### Tercer lugar
| 16 de noviembre de 2008 | Inglaterra | 0:3 (0:1) | Alemania                            | North Harbour Stadium, Auckland |                                 |
| 13:00                   |            | Reporte   | Wesely 11' · Knaak 74' · Mester 88' | Árbitro(s): Natalia Avdonchenko | Árbitro(s): Natalia Avdonchenko |

#### Final
| 16 de noviembre de 2008 | Corea del Norte                       | 2:1 (1:1, 0:1) (t. s.) | Estados Unidos           | North Harbour Stadium, Auckland                          |                                                          |
| 16:00                   | Kim Un Hyang 77' · Jang Hyon Sun 113' | Reporte                | Hong Myong Hui 2' (a.g.) | Asistencia: 16 162 espectadores Árbitro(s): Silvia Reyes | Asistencia: 16 162 espectadores Árbitro(s): Silvia Reyes |

|                                     |
| Bandera de Corea del Norte          |
| Campeón Corea del Norte 1.er título |

## Estadísticas
| Equipo | Equipo          | Pts | PJ | PG | PE | PP | GF | GC | Dif | Rend  |
| ------ | --------------- | --- | -- | -- | -- | -- | -- | -- | --- | ----- |
| 1      | Corea del Norte | 14  | 6  | 4  | 2  | 0  | 12 | 5  | 7   | 77,7% |
| 2      | Estados Unidos  | 10  | 6  | 3  | 1  | 2  | 13 | 10 | 3   | 55,5% |
| 3      | Alemania        | 13  | 6  | 4  | 1  | 1  | 16 | 6  | 10  | 72,2% |
| 4      | Inglaterra      | 7   | 6  | 2  | 1  | 3  | 7  | 10 | -3  | 38,8% |
| 5      | Japón           | 10  | 4  | 3  | 1  | 0  | 19 | 7  | 12  | 83,3% |
| 6      | Corea del Sur   | 6   | 4  | 2  | 0  | 2  | 8  | 7  | 1   | 50%   |
| 7      | Canadá          | 5   | 4  | 1  | 2  | 1  | 3  | 4  | -1  | 41,6% |
| 8      | Dinamarca       | 5   | 4  | 1  | 2  | 1  | 3  | 6  | -3  | 41,6% |
| 9      | Ghana           | 4   | 3  | 1  | 1  | 1  | 4  | 4  | 0   | 44,4% |
| 10     | Nigeria         | 4   | 3  | 1  | 1  | 1  | 4  | 4  | 0   | 44,4% |
| 11     | Francia         | 4   | 3  | 1  | 1  | 1  | 8  | 10 | -2  | 44,4% |
| 12     | Nueva Zelanda   | 3   | 3  | 1  | 0  | 2  | 4  | 4  | 0   | 33,3% |
| 13     | Colombia        | 2   | 3  | 0  | 2  | 1  | 3  | 5  | -2  | 22,2% |
| 14     | Brasil          | 1   | 3  | 0  | 1  | 2  | 3  | 7  | -4  | 11,1% |
| 15     | Costa Rica      | 0   | 3  | 0  | 0  | 3  | 1  | 8  | -7  | 0%    |
| 16     | Paraguay        | 0   | 3  | 0  | 0  | 3  | 5  | 16 | -11 | 0%    |

### Goleadoras
| Jugadora           | Selección       | Goles |
| ------------------ | --------------- | ----- |
| Dzsenifer Marozsán | Alemania        | 6     |
| Vicki DiMartino    | Estados Unidos  | 5     |
| Jon Myong Hwa      | Corea del Norte | 5     |
| Courtney Verloo    | Estados Unidos  | 4     |
| Chinatsu Kira      | Japón           | 4     |
| Natsuki Kishikawa  | Japón           | 4     |
| Lee Hyun Young     | Corea del Sur   | 4     |
| Lynn Mester        | Alemania        | 3     |
| Pauline Crammer    | Francia         | 3     |
| Rosie White        | Nueva Zelanda   | 3     |

## Premios

### Balón de Oro
| Premio          |                 | Jugadora           | Selección      |
| --------------- | --------------- | ------------------ | -------------- |
| Balón de Oro    | Balón de Oro    | Mana Iwabuchi      | Japón          |
| Balón de Plata  | Balón de Plata  | Dzsenifer Marozsán | Alemania       |
| Balón de Bronce | Balón de Bronce | Kristie Mewis      | Estados Unidos |

### Bota de oro
| Premio         |                | Jugadora           | Selección       | Goles |
| -------------- | -------------- | ------------------ | --------------- | ----- |
| Bota de Oro    | Bota de Oro    | Dzsenifer Marozsán | Alemania        | 6     |
| Bota de Plata  |                | Vicki DiMartino    | Estados Unidos  | 5     |
| Bota de Bronce | Bota de Bronce | Jon Myong Hwa      | Corea del Norte | 4     |

### Mejor Portera
| Premio        |               | Jugadora      | Selección      |
| ------------- | ------------- | ------------- | -------------- |
| Guante de Oro | Guante de Oro | Taylor Vancil | Estados Unidos |

### Juego limpio
| Premio                            |  | Selección |
| --------------------------------- |  | --------- |
| Premio al Juego Limpio de la FIFA |  | Alemania  |